# Amtsgericht Widawa
Das Amtsgericht Widawa war ein deutsches Gericht der ordentlichen Gerichtsbarkeit im Bezirk des Landgerichtes Litzmannstadt mit Sitz in Widawa.

## Geschichte
Das Amtsgericht Widawa wurde als eines von zehn Amtsgerichten des Landgerichtes Litzmannstadt mit Sitz in Lodz gebildet, das während der deutschen Besetzung Polens 1939 mit Erlass vom 26. November 1940 als Landgericht im Bezirk des Oberlandesgerichtes Posen errichtet worden war.
Nach Kriegsende 1945 wurde der Landgerichtsbezirk wieder unter polnische Verwaltung gestellt. Damit endete auch die kurze Geschichte des Amtsgerichtes Widawa.